# Chapa Quente
Chapa Quente é um seriado de televisão brasileiro do gênero comédia de situação produzido pela TV Globo  e exibido semanalmente de 9 de abril de 2015 a 4 de agosto de 2016. A produção substituiu A Grande Família na faixa das noites de quinta-feira da emissora.
Criada por Cláudio Paiva, contou com redação final do mesmo e de Mauro Wilson, tendo roteiro de Adriana Chevalier, Alexandre Plosk, Bibi da Pieve, Cláudia Tajes, Max Mallmann, Jovane Nunes e Victor Leal. Teve direção de Patrícia Pedrosa e Rafael Miranda, sob direção geral de Flávia Lacerda e núcleo de José Alvarenga Jr.
Conta com Ingrid Guimarães, Leandro Hassum, Marcos Caruso, Tiago Abravanel, Renata Gaspar, Lúcio Mauro Filho, Renata Gaspar e Thalita Carauta nos papéis principais.
Foi reapresentada no Viva de 4 de janeiro de 2021 a 9 de junho de 2025, passando por diversos horários no canal.

## Produção
São Gonçalo foi escolhida pelo redator do seriado Cláudio Paiva por ter nascido em Niterói, mas afirmou não conhecer bem o município de pouco mais de um milhão de habitantes, "Queríamos uma cidade que fosse de periferia, e que tivesse sido esquecida e abandonada pelo Estado, e também que tivesse nome de santo, tão típico no Brasil. E o melhor de tudo é que descobrimos que São Gonçalo não é santo, não foi canonizado. Então, coube perfeitamente". Os personagens estarão sempre suados e improvisando uma forma de se refrescar onde vivem, na periferia do Rio de Janeiro, onde não há árvores, as construções são caóticas e a temperatura chega a 40 °C no verão. A intenção do autor é fazer uma crítica a situação econômica atual, abordando até mesmo a questão da crise da água, "Quisemos retratar uma periferia, uma cidade abandonada como tantas outras no Brasil", disse Cláudio Paiva, o redator do programa.
Para o elenco da história, Cláudio Paiva e o diretor-geral e de núcleo José Alvarenga Júnior (no qual apenas trabalhou por um tempo) foram atrás de comediantes conhecidos deles e do público. Ingrid Guimarães, por exemplo, já tinha trabalhado com Alvarenga em Macho Man. Lúcio Mauro Filho havia trabalhado com Paiva em A Grande Família.
Leandro Hassum emagreceu 30 kg para viver Genésio. Tiago Abravanel também emagreceu e mudou o visual.
Os demais atores do elenco foram escolhidos por meio de testes. Renata Gaspar, chamou a atenção de Paiva por um vídeo do YouTube em que aparece imitando Nina e Carminha, da novela Avenida Brasil. Na época, ela era do grupo do humorístico Saturday Night Live, da RedeTV! e atualmente também no elenco do Tá no Ar: a TV na TV.

## Sinopse
A série se passa em São Gonçalo, região metropolitana do Rio de Janeiro, e retrata o dia-dia e as confusões vivenciadas pela cabeleireira Marlene (Ingrid Guimarães), proprietária do salão de beleza "Marlene's Hair" e casada com Genésio (Leandro Hassum), um malandro folgado que não quer 
saber de trabalhar, vive enfurnado no bar de Creuza (Ana Baird) e envolvido em negócios errados ao lado do amigo Marreta (Paulinho Serra). Marlene pode sempre contar com o apoio do amigo e sócio, o cabeleireiro homossexual Fran (Tiago Abravanel), além da funcionária Josy (Renata Gaspar), manicure atrapalhada que namora o neurótico e estressado Sargento Bigode (Lúcio Mauro Filho), um policial que faz pose de durão, mas morre de medo do bandido Godzilla (Paulo Américo), ex-namorado de Josy, e desconta toda sua raiva em seu subordinado, o Soldado Noronha (Eduardo Estrela).
A vilã da série é Celma (Thalita Carauta), mulher
neurótica e desequilibrada que passa a perseguir Marlene ao ser trocada pelo marido, o frentista Nelson (Oscar Magrini), por ela. Enquanto Marlene e Nelson estão juntos, Celma envolve-se com Genésio, por quem fica obcecada, fazendo de tudo para vê-lo longe de Marlene, até mesmo tentar matá-la.
Ao longo da primeira temporada, Genésio, Marreta e Godzilla se tornam sócios na boate "Jurema Hall", enquanto Marlene descobre estar grávida de Genésio. Na segunda temporada, surgem novos personagens como Moacir (Marcos Caruso), um rico deputado e pai biológico de Marlene, cuja nova esposa é nada mais, nada menos do que Celma, que alega estar curada de seu desequilíbrio. Será mesmo?
A vida dura e o temperamento forte dos moradores de São Gonçalo vão mostrar que a realidade não é fácil e a chapa esquentar.

## Elenco
| Intérprete        | Personagem                                  | Temporadas   | Temporadas |
| Intérprete        | Personagem                                  | 1ª (2015)    | 2ª (2016)  |
| ----------------- | ------------------------------------------- | ------------ | ---------- |
| Ingrid Guimarães  | Marlene da Silva Campos Vidal               |              |            |
| Leandro Hassum    | Genésio da Silva                            |              |            |
| Lúcio Mauro Filho | Jorge Mário Pereira (Sargento Bigode)       |              |            |
| Renata Gaspar     | Josilene Rêgo dos Santos (Josy / Esquisita) |              |            |
| Tiago Abravanel   | Francelino Lima (Fran)                      |              |            |
| Thalita Carauta   | Celma Azevedo                               |              |            |
| Eduardo Estrela   | José Carlos Noronha (Soldado Noronha)       |              |            |
| Paulinho Serra    | Mauro Ferreira (Marreta)                    |              |            |
| Ana Baird         | Creuza                                      |              |            |
| Paulo Américo     | Godzilla                                    |              |            |
| Mila Ribeiro      | Dona Gracinha                               |              |            |
| Oscar Magrini     | Nelson Azevedo                              |              |            |
| Marcos Caruso     | Deputado Moacir Moreira Campos              |              |            |
| Fafy Siqueira     | Marisa Lima                                 |              |            |
| Charles Paraventi | Amauri Ferreira (Primo)                     | Participação |            |
| Eliana Fonseca    | Oneida Noronha                              |              |            |
| Diogo Teixeirah   | Genésio da Silva Júnior (Genesinho)         |              |            |

### Participações especiais
| Lista de participações especiais | Lista de participações especiais | Lista de participações especiais                     |
| 1º Temporada (2015)              | 1º Temporada (2015)              | 1º Temporada (2015)                                  |
| Intérprete                       | Personagem                       | Episódio                                             |
| -------------------------------- | -------------------------------- | ---------------------------------------------------- |
| Tonico Pereira                   | Mendonça                         | Marlene e Genésio acabam em Cruzeiro Diferente       |
| Bukassa Kabengele                | Capitão Pimentel                 | Genésio e Marreta organizam concurso                 |
| Wagner Torres                    | Gordo                            | #1.3                                                 |
| Mário César Camargo              | Dr. Freitas                      | Marlene consegue trazer Josy de volta para o salão   |
| Aimée Espinosa                   | Melissa                          | Marlene consegue trazer Josy de volta para o salão   |
| Ana Paula Novellino              | Vera                             | Marlene consegue trazer Josy de volta para o salão   |
| Pia Manfroni                     | Mãe Maria da Conceição de Oxum   | Marlene pede nova chance de emprego para Genésio     |
| Felipe Montanari                 | Sérgio                           | Marlene pede nova chance de emprego para Genésio     |
| Bukassa Kabengele                | Capitão Pimentel                 | Marlene joga as roupas de Genésio pela janela        |
| Chico Expedito                   | Chiquinho                        | Marlene joga as roupas de Genésio pela janela        |
| Leandro Santanna                 | Joel                             | Marlene joga as roupas de Genésio pela janela        |
| Susana Vieira                    | Ela mesma                        | #1.9                                                 |
| Izabella Bicalho                 | Suely                            | Genésio promete a Marlene o melhor Dia dos Namorados |
| Lidiane Ribeiro                  | Sandra                           | Marlene faz mais um jantar para Genésio              |
| Leonardo Netto                   | Dr. Mário                        | Genésio coloca fogo no salão                         |
| Chico Expedito                   | Chiquinho                        | Genésio coloca fogo no salão                         |
| Wagner Torres                    | Gordo                            | Genésio coloca fogo no salão                         |
| Kiko Mascarenhas                 | Tavares                          | Marlene encontra ex-noivo em posto                   |
| Raul Labancca                    | Mário                            | Marlene encontra ex-noivo em posto                   |
| Gabi Costa                       | Kátia                            | Marlene encontra ex-noivo em posto                   |
| Adriano de Jesus                 | Cruz Credo                       | Marlene encontra ex-noivo em posto                   |
| Gil Hernandez                    | Edmílson                         | Marlene encontra ex-noivo em posto                   |
| Ronnie Marruda                   | Tonelada                         | Celma aparece no salão de Marlene                    |
| Regina Sampaio                   | Dona Ivone Azevedo               | Celma aparece no salão de Marlene                    |
| Bukassa Kabengele                | Capitão Pimentel                 | Marlene ganha festa após sair da cadeia              |
| Andrey Lopes                     | Gentil                           | Marlene ganha festa após sair da cadeia              |
| Ronnie Marruda                   | Tonelada                         | Marlene ganha festa após sair da cadeia              |
| Alexandre Lino                   | Dr. Klaus                        | Marlene visita Genésio no hospital                   |
| Ana Furtado                      | Tenente Patrícia Figueiredo      | Marlene visita Genésio no hospital                   |
| Bukassa Kabengele                | Capitão Pimentel                 | Marlene visita Genésio no hospital                   |
| Regina Sampaio                   | Tia Eni Azevedo                  | Marlene visita Genésio no hospital                   |
| Bukassa Kabengele                | Capitão Pimentel                 | Primo de Marreta sequestra Celma                     |
| Ronnie Marruda                   | Tonelada                         | Primo de Marreta sequestra Celma                     |
| Bukassa Kabengele                | Capitão Pimentel                 | Josy se casa com Bigode                              |
| Flávio Pardal                    | Tenente Amaury Costa             | Marlene descobre que está grávida                    |
| Fábio Guará                      | Lacerda                          | Marlene conta para Genésio que está grávida          |
| 2º Temporada (2016)              |                                  |                                                      |
| Intérprete                       | Personagem                       | Episódio                                             |
| Chao Chen                        | Japonês da Federal               | A Grande Família                                     |
| Felipe De Paula                  | Capitão Wilson                   | A Echarpe do Seu Vidal                               |
| Chao Chen                        | Japonês da Federal               | Pai Só Tem Dois                                      |
| Flávio Pardal                    | Tenente Costa                    | Agora a Coisa Vai                                    |
| Evelyn Castro                    | Pâmela Costa                     | Agora a Coisa Vai                                    |
| Felipe De Paula                  | Capitão Wilson                   | Agora a Coisa Vai                                    |
| Hugo Leão                        | Albert                           | Ambição e Insensibilidade                            |
| Chao Chen                        | Japonês da Federal               | Velórios e Furiosos                                  |
| Henrique Neves                   | Edmílson                         | A Jararaca está Viva                                 |
| Josie Antello                    | Prima Meire                      | Aniversário do Genesinho                             |
| Gillray Coutinho                 | Vítor                            | Aniversário do Genesinho                             |
| Letícia Colin                    | Angélica / Angel                 | De Ciumento e Louco Todo Mundo Tem Um Pouco          |
| Leandro Lima                     | Alberto                          | De Ciumento e Louco Todo Mundo Tem Um Pouco          |
| Daniele Niño                     | Dani                             | De Ciumento e Louco Todo Mundo Tem Um Pouco          |
| Erom Cordeiro                    | Ricardo (Ricardão)               | Eu Tô Voltando pra Casa                              |
| Leticia Lima                     | Anitta                           | Eu Tô Voltando pra Casa                              |
| Chao Chen                        | Japonês da Federal               | Eu Tô Voltando pra Casa                              |
| Alejandro Claveaux               | Fred                             | Quanto Mais Jovem Melhor                             |
| Hugo Leão                        | Albert                           | Quanto Mais Jovem Melhor                             |
| Chao Chen                        | Japonês da Federal               | Quanto Mais Jovem Melhor                             |
| Edmilson Barros                  | Major Odilon Monteiro            | A Sorte Bate à Sua Porta, Mas Ninguém Atende         |
| Isaac Bernat                     | Padre Jonas                      | Dois Casamentos e Um Funeral                         |
| Betto Marque                     | Apolo                            | Dois Casamentos e Um Funeral                         |
| Chao Chen                        | Ciro                             | Dois Casamentos e Um Funeral                         |
| Edmilson Barros                  | Major Odilon Monteiro            | Dois Casamentos e Um Funeral                         |
| Karol Conka                      | Ela mesma                        | Já que é pra tombar, tombei                          |
| Flávio Pardal                    | Tenente Amaury Costa             | Já que é pra tombar, tombei                          |
| Edmilson Barros                  | Major Odilon Monteiro            | Já que é pra tombar, tombei                          |

## Recepção
Chapa Quente teve uma estreia morna e recebeu críticas amplamente negativas, sendo classificada como "fraca" e "sem graça", e não conseguindo manter a audiência de seu antecessor no horário, A Grande Família. Devido a extensas críticas quanto à primeira temporada da série, a segunda voltou reformulada, buscando relações familiares e humor mais agridoce. Mesmo assim, a série não conseguiu agradar o público e a audiência permaneceu baixa, sendo definitivamente cancelada.

## Episódios
| Temporada | Nº de episódios | Estreia     | Final          | Ano  |
| --------- | --------------- | ----------- | -------------- | ---- |
| 1         | 25              | 09 de abril | 24 de setembro | 2015 |
| 2         | 18              | 07 de abril | 04 de agosto   | 2016 |

### 2ª Temporada
1. "A Grande Família"
2. "A Echarpe do Seu Vidal"
3. "Pai só tem Dois"
4. "Agora a Coisa Vai"
5. "A Melhor Mãe do Mundo"
6. "O Sol Há de Brilhar Mais uma Vez"
7. Ambição e Insensibilidade"
8. "Velórios e Furiosos"
9. "O Golpe da Maluca"
10. "Um Peixe Chamado Vandinha"
11. "Aniversário do Genesinho"
12. "De Ciumento e Louco Todo Mundo Tem Um Pouco"
13. "Toma Lá, Dá Cá"
14. "Quanto Mais Jovem Melhor"
15. "A Sorte Bate à Sua Porta, mas Ninguém Atende"
16. "Dois Casamentos e um Funeral"
17. "Se não me Matam, eu Morro"
18. Se é pra Tombar, Tombei"

## Trilha sonora
- "Inútil", Bonde do Rolê (tema de abertura na primeira temporada)
- "Tombei", Karol Conka feat. Tropkillaz (tema de abertura na segunda temporada)
- "Matimba", Claudia Leitte (tema de Marlene)
- "Até Você Voltar", Henrique & Juliano (tema de Genésio)
- "Hey", Julio Iglesias (tema de Marlene e Genésio)
- "Ela É Tarja Preta", Arnaldo Antunes (tema de Celma)
- "Quem Nasceu Piriga", Camila Uckers (tema de Fran)
- "Festa na Piscina", Solteirões do Forró (tema de Marreta)
- "Preta", Saulo Fernandes (tema de Josy e Bigode)
- "Poderosa", Polentinha do Arrocha (tema de Josy)
- "Fancy", Iggy Azalea (Tema do Marlene's Hair)
- "Solta na Noite", Pollo part. Sorriso Maroto (tema geral)
- "Deixa Se Envolver", Melanina Carioca (tema romântico geral)
- "Me Pega", Melanina Carioca (tema romântico geral)
- "São Gonça", Farofa Carioca (tema de locação: São Gonçalo)
- "Infiel", Marília Mendonça (tema de Genésio)
- "Na Rua, na Chuva, na Fazenda", Kid Abelha (tema de Marlene e Genésio)
- "Pingos de Amor", Kid Abelha (tema de Marlene e Genésio)
- "Insight", Jaloo

## Prêmios e indicações
| Ano  | Prêmio                    | Categoria    | Indicação     | Resultado | Ref.   |
| ---- | ------------------------- | ------------ | ------------- | --------- | ------ |
| 2016 | Prêmio Extra de Televisão | Melhor Série | Cláudio Paiva | Indicado  | [ 43 ] |